# 盲人棒球
盲人棒球是一項讓盲眼人體驗棒球樂趣的運動，規則、器材及場地皆與一般棒球有所不同。在英文中，盲人棒球稱之為Beep Baseball，是因為球中有一個蜂鳴器，會發出嗶嗶嗶的聲響之故。其實現在不論是否為盲眼人，都可以一起從事這項運動，搭起盲眼人與明眼人相互交流的橋樑。

## 基本規則
- 採六局制，三出局交換攻守，平手可延長。
- 採四好一壞（Four Strikes & One Pass）。「四振出局」只有在第四個好球打者完全揮空才成立；一壞是指打者在一次打席中，只可以選擇不揮棒一次，該次即記為一壞球，但沒有保送的規則。
- 只有一、三壘，沒有二壘。壘包稱之為壘柱，一般為圓柱型，壘柱裡有安裝蜂鳴器。
- 除了投手跟捕手由明眼人擔任外，防守球員跟打者都必需帶上眼罩。
- 投手、捕手、打者屬於同隊，為攻擊方。
- 防守球員共有六位，外加一或兩名觀測員（spotter），觀測員由明眼人擔任。
- 打者擊出有效球時，一壘或三壘的蜂鳴器會啟動，打者必須朝正確的方向跑壘。安全上壘即得一分，跑者不用像一般棒球一樣，在壘跟壘之間奔跑。

## 場地
- 為平坦的草地。
- 球場有兩條弧線和兩條直線。弧線為40呎弧線及170呎弧線；直線為左右兩邊的壘線，區分界內及界外。
  - 40呎弧線：六名防守球員需站在這條弧線之後，170呎弧線之前。打者擊出的球必須超過40呎弧線才算有效擊球，否則計為一個好球。
  - 170呎弧線：若打擊者擊出的飛球飛過此弧線，計為全壘打，直接得一分。
- 一壘和三壘距離本壘100呎，但壘柱並不擺設在壘線上，而是在100呎處垂直壘線往界外方向10呎做一記號，此處才為壘柱的擺設地點，目的在預防防守球員與跑者相撞。
- 投手板與本壘相距21呎6吋。

## 投手
- 投手投球時有一腳需踩著投手板。
- 投手像慢壘般採下手投球，球在投出前要發出口令來提醒打者及防守球員，打者可藉此算好時間差揮棒。一般發出的口令是「Set、Ball」或「Ready、Ball」；在發出「Set」聲音時做好投球準備動作，發出「Ball」時把球投出。
- 投手的角色是讓打者打到球，因此防禦率越高越好。
- 投手不能守備，要避免觸碰到打擊出去的球。若裁判認定投手故意干擾擊出的球，可直接宣判打者出局。若裁判認定非故意，則判為死球。

身位一個好投手，要清楚知道每位打者揮棒的習性和軌跡，把球精準地投向打者的揮棒路徑上，讓打者把球打擊出去。

## 打者
- 需帶眼罩。
- 一個打席只能放掉一球不揮棒，稱之為「One Pass」，記為一壞球。
- 在一壞球情況下，之後投手投出的球都會宣判成好球。
- 打者四好球宣判「四振出局」，其中第四球必須是完全揮棒落空，否則停留在三好球。
- 有效擊球：擊出的球必須超過40呎線，且在100呎壘線內未出界，否則記為一好球。

雖然盲棒用球會發出聲響，但一般不建議聽聲音揮棒。而是在投手喊出「Set, Ball」把球投出之後，計算時間差，在適當的時機揮棒。打者揮棒軌跡最好有固定高度，以利投手把球投到利於打者揮擊的高度。

## 防守
- 一共只能有六名防守球員在場上，需帶眼罩。
- 防守球員通常以防守位置編號，編號沒有一定規則，但傳統編號為：

1. 一壘手
2. 右外野手
3. 中外野手
4. 左外野手
5. 三壘手
6. 後位防守球員

- 當球被打擊出去時，觀測員（spotter）可以喊出球落點區域的編號，如「5」代表球被打到三壘方向，提醒防守球員往三壘方向移動。
- 有效接球：防守球員將球攔截下來，並用手將球舉離地面，離開身體，無需傳球。

## 跑壘及出局
- 可以用身體的任何部份來接觸壘柱，比賽常見的方式為撲倒。
- 跑壘時，旁觀者不得發出聲音指引跑者，否則宣判跑者出局。
- 在防守球員有效接球之前，跑者碰觸壘柱可得一分，反之則宣判跑者出局。若同時發生，宣判跑者出局。

## 觀測員
- 協助防守球員守備。
- 當球被打擊出去時，只能喊一次防守球員編號，發出第二個編號即判跑者得一分；也不能提示方向，如前面、左邊等。若為了避免球員互撞，觀測員可被允許發出其他聲音提醒防守球員。

## 裁判
- 最少需三位裁判，一位主審和兩位壘審。
- 當跑者碰觸到壘柱時，壘審要喊「There」；當防守球員有效接球時，另一位壘審要喊「Caught」；最後主審依據兩位壘審發聲的先後順序，來宣判得分或出局。

## 現況
國際盲棒協會（National Beep Baseball Association, NBBA）自1976年起，每年舉辦盲棒世界大賽，除2000年在台灣舉辦外，其餘皆在美國舉辦。2005年的世界大賽在7月於德州休士頓舉行，冠軍為台灣紅不讓隊，亞軍為堪薩斯全明星隊，季軍為芝加哥彗星隊。